# アンナ・プシェミシリトカ
アンナ・シェミシリトカ（ポーランド語: Anna Przemyślidka, 1204年 - 1265年6月26日）は、シロンスク＝ヴロツワフ公ヘンリク2世の妃。ボヘミア王オタカル1世の次女で、母はハンガリー王ベーラ3世の娘コンスタンツィア。ヴァーツラフ1世、聖アネシュカの姉。

## 生涯
プラハに生まれ、1216年に12歳でシロンスクの世継ぎ公子ヘンリク2世と結婚し、10人の子供を授かった。夫の父親であるヘンリク1世はポーランド君主の地位を帯びており、ヘンリク2世は1238年、世襲のシロンスク公の地位と共にこれを継承した。モンゴルのポーランド侵攻が始まると、アンナは王家の他の女性達と共にクロッセンの要塞に避難した。1241年4月9日、ヘンリク2世はレグニツァの戦いで戦死した。夫の遺体は痛めつけられて他の者の死体と見分けがつかなかったため、アンナは夫の左足の指が6本あるという特徴を述べて夫を探させた。
アンナはヴロツワフにあるフランシスコ会の修道院の夫の棺の隣に埋葬された。この修道院はヘンリク2世が建造を始めたもので、1242年にアンナが完成させていた。長い寡婦生活のあいだ、アンナは癇癪持ちの長男ボレスワフ2世の暴力におびえる毎日を送っていたという。

## 子女
ヘンリク2世との間に10人の子女をもうけた。
1. ゲルトルダ（1218年/1220年頃 - 1247年） - 1232年、マゾフシェ公ボレスワフ1世と結婚
2. コンスタンツィア（1221年頃 - 1257年頃） - 1239年、クヤヴィ公カジミェシュ1世と結婚
3. ボレスワフ2世（1220年/1225年頃 - 1278年）
4. ミェシュコ（1223年/1227年頃 - 1242年）
5. ヘンリク3世（1227年/1230年 - 1266年）
6. コンラト1世（1228年/1231年 - 1274年頃）
7. エルジュビェタ（1232年 - 1265年） - 1244年、ヴィエルコポルスカ公プシェミスウ1世と結婚
8. アグニェシュカ（1236年頃 - 1278年以後） - トシェブニツァの聖クララ修道院院長（1277年以後）
9. ヴワディスワフ（1237年 - 1270年） - 1256年にボヘミア大法官、1265年にパッサウ司教、1265年より1270年までザルツブルク大司教
10. ヤドヴィガ（1238年/1241年頃 - 1318年） - トシェブニツァの聖クララ修道院院長